# علی‌اکبر فرازی
علی‌اکبر فرازی دیپلمات بازنشسته ایرانی و سفیر سابق ایران در رومانی، مجارستان و قبرس است.
 در سوابق وی معاونت امور بین‌الملل اتاق بازرگانی ایران نیز به چشم می‌خورد. 
```
[
۴
]
```